# Jill Eikenberry
Jill Eikenberry née le 21 janvier 1947 est une actrice américaine, connue en particulier pour son rôle dans La Loi de Los Angeles.

## Biographie
Depuis 1973, elle est l'épouse de l'acteur Michael Tucker (1945-).

## Filmographie

### Actrice

#### Cinéma
- 1977 : Between the Lines de Joan Micklin Silver : Lynn
- 1978 : La Fin du monde dans notre lit conjugal (La Fine del mondo nel nostro solito letto in una notte piena di pioggia) de Lina Wertmüller :
- 1978 : Une femme libre (An Unmarried Woman) de Paul Mazursky : Claire
- 1978 : Rush It (en) de Gary Youngman : Merrill
- 1979 : Les Joyeux Débuts de Butch Cassidy et le Kid (Butch and Sundance: The Early Days) de Richard Lester : Mary Parker
- 1979 : Rich Kids de Robert Milton Young : Juilliard Student
- 1980 : L'Impossible Témoin (Hide in Plain Sight) de James Caan : Alisa Hacklin
- 1981 : Arthur de Steve Gordon : Susan Johnson
- 1986 : Le Projet Manhattan de Marshall Brickman : Elizabeth Stephens
- 1994 : On Hope (court métrage) de JoBeth Williams : Woman at Church
- 2002 : Manna from Heaven de Gabrielle Burton et Maria Burton : Dottie
- 2007 : The Happiest Day of His Life de Ursula Burton : Penny Somerset
- 2007 : Une fille à la page (Suburban Girl) de Marc Klein : Marlene Eisenberg
- 2011 : Duo à trois (Something Borrowed) de Luke Greenfield : Bridget Thaler
- 2011 : Young Adult de Jason Reitman : Hedda Gary
- 2015 : Keep in Touch de Sam Kretchmar : Barbara

#### Télévision

##### Téléfilms
- 1971 : They've Killed President Lincoln de Robert Guenette : Anne Surratt
- 1977 : Ombres sur le stade (The Deadliest Season) de Robert Markowitz : Carole Eskanazi
- 1979 : Uncommon Women... and Others de Merrily Mossman et Steven Robman : Kate Quin
- 1979 : Orphan Train de William A. Graham : Emma Symms
- 1980 : Swan Song de Jerry London : Anna
- 1983 : Sessions de Richard Pearce : Maggie
- 1987 : Assault and Matrimony de James Frawley : Sylvia
- 1987 : Family Sins de Jerrold Freedman : Kate Williams
- 1988 : Mickey's 60th Birthday (en) de Scott Garen : Mia Loud
- 1988 : Un autre monde (en) de Larry Elikann : Susan
- 1989 : My Boyfriend's Back de Paul Schneider : Debbie McGuire
- 1989 : Cast the First Stone de John Korty : Diane Martin
- 1990 : L'Escroc et moi (The Secret Life of Archie's Wife) de James Frawley : Bunny Brown
- 1991 : Une femme indésirable (An Inconvenient Woman) de Larry Elikann : Pauline Mendelson
- 1991 : La nuit du mensonge (Living a Lie) de Larry Shaw : Joanne
- 1992 : A Town Torn Apart de Daniel Petrie : Ellen Kreiger
- 1993 : Chantilly Lace de Linda Yellen : Val
- 1993 : Tracey Takes on New York de Don Scardino : Jessica Stern
- 1994 : Parallel Lives (en) de Linda Yellen : Lula Sparks
- 1994 : Dans le piège de l'oubli (en) (Without Consent) de Robert Iscove : Michelle Mills
- 1994 : Rugged Gold de Michael Anderson : Martha Martin
- 1995 : L'Ultime voyage (en) (The Other Woman) de Gabrielle Beaumont : Tessa Bryan
- 1995 : Jessica, le combat pour l'amour (Dare to Love) de Armand Mastroianni : Alicia Wells
- 1996 : Ma meilleure ennemie (en) (My Very Best Friend) de Joyce Chopra : Barbara
- 1996 : Gone in a Heartbeat de Jerry Jameson : Jan Hale
- 2001 : Stop at Nothing de James Ward Byrkit :
- 2002 : Roughing It de Charles Martin Smith : Livy Clemens
- 2002 : L.A. Law: The Movie (en) de Michael Schultz : Ann Kelsey

##### Séries télévisées
- 1977 : The Best of Families : Sarah Lathrop
- 1982 : Nurse (en) :
- 1984 : Capitaine Furillo (Hill Street Blues) : Sarah Fimpel
- 1985 : Kane and Abel : Susan Lester
- 1986-1994 : La Loi de Los Angeles (L.A. Law) : Ann Kelsey
- 1988 : ABC Afterschool Special : Clare Foster
- 1995 : Drôles de monstres (Aaahh!!! Real Monsters) : Merf / Michelle (voix)
- 1999 : Chicken Soup for the Soul :
- 1999 : Batman, la relève (Batman Beyond) : La mère de Carter
- 2000 : La Vie avant tout (Strong Medicine) : Evelyn Barrett
- 2000 : Amy (Judging Amy) : Sheila Townsend
- 2008 : Numb3rs : Susan Doran
- 2009 : New York, police judiciaire (Law & Order) : Irene Matson
- 2011 : Body of Proof : Lillian Parkson
- 2015 : The Small Time : Jill Bernstein

### Productrice
- 1991 : La nuit du mensonge (Living a Lie) de Larry Shaw
- 2007 : Emile Norman: By His Own Design de Will Parrinello

## Récompenses et nominations
Elle a remporté un Obie Award, a été nommée cinq fois pour un Emmy Award et quatre fois pour les Golden Globes, et en a remporté un en 1988.